# Ferréol Cannard
Ferreol Cannard, född 28 maj 1978 är en fransk skidskytt. 2004 var han med i det franska lag som tog VM-brons i stafett.